# Buzkaszi

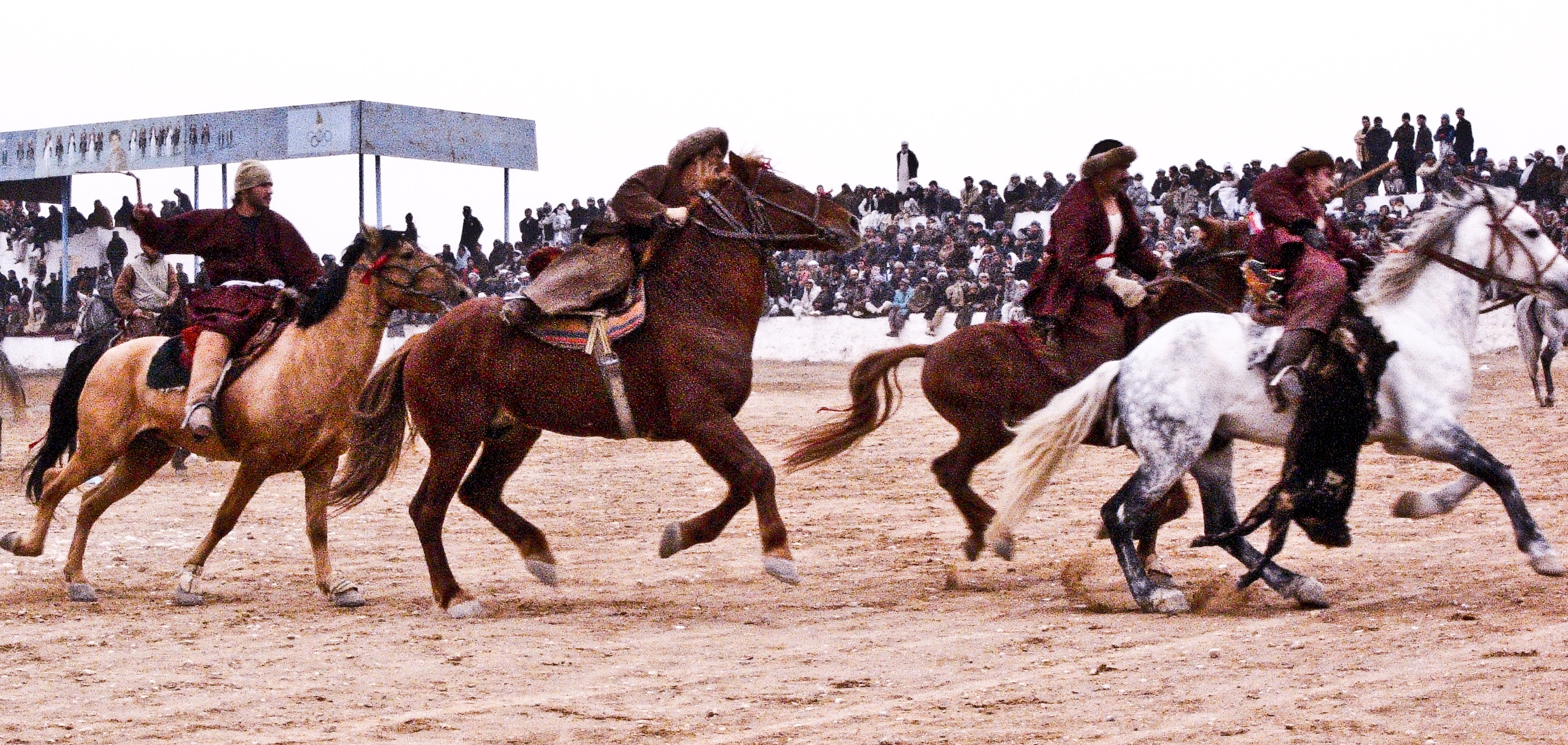
Zawody buzkaszi

Buzkaszi, Kok-boru lub Oglak Tartis (perski: بزکشی bozkaszī, tadżycki: бузкашӣ buzkaszī, dosł: wydzieranie sobie kozy) (uzbecki, tatarski, turkmeński: kökbörü, kök "niebieski" + börü "wilk", kazachski: көкпар, kirgiski: улак-тартыш); dosłownie: "wydzieranie sobie kozy" – tradycyjna gra zespołowa uważana za narodowy sport Tadżyków, Uzbeków i Turkmenów w północnym Afganistanie, uprawiana głównie w północnych prowincjach kraju: Balchu, Samanganie oraz Kunduzie. 
W 2017 roku kirgiska gra kok-boru została wpisana na listę niematerialnego dziedzictwa UNESCO.

## Opis gry
W grze biorą udział dwie drużyny jeźdźców na koniach (čapandazi), nie ma z góry określonej liczby zawodników mogących brać udział w rozgrywkach. Podczas gry do grających zespołów mogą dołączać się również kolejni gracze. Zadaniem zawodników każdej z drużyn jest poderwanie podczas jazdy z wyznaczonego na środku boiska kręgu leżących na ziemi zwłok kozła z obciętą głową (dawniej do gry tej używano korpusu zabitego wcześniej niewolnika, współcześnie zamiast ciała zabitego wcześniej zwierzęcia używa się również obciążonego worka wykonanego z jagnięcej bądź cielęcej skóry), przewiezienie ich dookoła boiska i zrzucenie do "bramki", której rolę spełniają zaznaczone na ziemi okręgi. Zadaniem zawodników przeciwnej drużyny jest odebranie "piłki" przeciwnikom, przewiezienie jej dookoła boiska i zrzucenie do okręgu rywali.
Czasami w celu utrudnienia gry wcześniej przygotowany worek jest moczony przez kilkanaście dni w lodowatej wodzie, przez co staje się cięższy i trudniejszy do utrzymania.
W grze właściwie nie ma żadnych zasad. Dozwolone jest bicie konia lub jeźdźca trzymanymi (często w zębach) małymi biczami (nahajkami), przepychanie, strącanie z konia. Nie ma żadnych upomnień lub kar. W grze zawodnicy muszą wykazać się niezwykłą sprawnością fizyczną, zręcznością oraz sprytem.
Do gry wykorzystywane są specjalnie do tego celu szkolone konie, które potrafią osłonić jeźdźca własnym ciałem, gdy ten spadnie podczas potyczki.
W czasie rządów talibów (od 1996 roku) gra była zakazana. Po upadku reżimu talibów w 2002 roku gra stała się ponownie legalna.
Wokół najważniejszych zawodów, królewskich buzkaszi, odbywających się w Kabulu, toczy się fabuła książki Josepha Kessela Jeźdźcy (franc. Les Cavaliers) i opartych na niej filmów z 1956 i 1971.